# (37709) 1996 RL4
1996 RL4 (asteroide 37709) é um asteroide da cintura principal. Possui uma excentricidade de 0.17681490 e uma inclinação de 11.60122º.
Este asteroide foi descoberto no dia 12 de setembro de 1996 por NEAT em Haleakala.